# Komaggas
Komaggas is een dorp gelegen in de gemeente Nama Khoi in de regio Namakwaland in de Zuid-Afrikaanse provincie Noord-Kaap. Het ligt 40 kilometer zuidwestelijk van Springbok en 45 km noordelijk van Soebatsfontein aan de Komaggasrivier, een zijrivier van de Buffelsrivier.

## Geschiedenis
In 1829 is het plaatsje gesticht als zendelingennederzetting door J.H. Schmelen van het Londens Zendingsgenootschap en het is in 1843 overgedragen aan het Rijnlands Zendingsgenootschap en vervolgens in 1936 aan de Nederduits-Gereformeerde kerk.
De naam van het plaatsje kan waarschijnlijk worden verklaard als 'plaats van veel wilde olijfbomen'.